# فهد الشايع
فهد عبد الله الشايع ( - 1 يونيو 2021) مذيع أخبار ومقدم برامج سعودي.

## نبذة
دخل مجال الإعلام بعد تخرجه من المرحلة الثانوية، وحصل على دبلوم إعلام من جامعة الملك سعود في الرياض تخصص علوم اجتماعية، في عام 1984 أذاع خبر فوز المنتخب السعودي بكأس آسيا، كما عمل مذيعا ومقدما لنشرات الأخبار الرئيسية في القناة الأولى في التلفزيون السعودي، وقدم عددا من البرامج التلفزيونية من أهمها مجلة التلفزيون ومن العالم، ترك عمله في عام 2001 ليكون مرافقا لأخيه المريض خارج السعودية، واستمر بذلك مدة 17 عاما تقريبا، وبسبب انشغاله بأخيه لم يتزوج.

## وفاته
توفي يوم الثلاثاء 20 شوال 1442 هـ الموافق 1 يونيو 2021 م، بعد معاناته مع المرض، وصلي عليه يوم الأربعاء بعد صلاة العصر ودفن في مقبرة النسيم، وقد نعته هيئة الإذاعة والتلفزيون السعودية عبر حسابها على تويتر.